# Даймънд Джаксън
Даймънд Джаксън (на английски: Diamond Jackson) е артистичен псевдоним на американската порнографска актриса от афроамерикански произход Мела Далтън (на английски: Mela Dalton).

## Биография
Мела Далтън е родена на 5 юли 1966 г. Завършва университета в Денвър и се занимава с фитнес, като се снима в различни телевизионни канали.
През 2007 г. дебютира в порнографската индустрия, снима се за компании като Elegant Angel, Girlfriends Films, Evasive Angles, Pulse Distribution, Pure Play Media, Naughty America и Brazzers.